# Eden Sher
Eden Rebecca Sher (sinh ngày 26 tháng 12 năm 1991) là một diễn viên người Mỹ. Cô được biết đến với vai Sue Heck trong loạt phim The Middle trên kênh ABC và vai diễn viên lồng tiếng cho Star Butterfly trong bộ phim hoạt hình Disney Star vs. the Forces of Evil.

## Phim
| Năm       | Tên phim                    | Vai diễn              | Ghi chú |
| --------- | --------------------------- | --------------------- | --- |
| 2001      | Stuck                       | Caterpillar Girl      | Phim điện ảnh |
| 2003      | The O.C.                    | Jane                  | Tập: "The Dream Lover" |
| 2006      | Weeds                       | Gretchen              | Vai thường trực; 8 tập Đề cử – Screen Actors Guild Award for Outstanding Performance by an Ensemble in a Comedy Series (2007) |
| 2006      | Sons & Daughters            | Carrie Fenton         | Vai thường trực; 11 tập |
| 2008      | The Middleman               | Cindy Marshall        | Tập: "The Boyband Superfan Interrogation" |
| 2009      | Party Down                  | Monica McSpadden      | Tập: "Willow Canyon Homeowners Annual Party" |
| 2009      | Sonny with a Chance         | Lucy                  | Tập: "Three's Not Company" |
| 2009–nay  | The Middle                  | Sue Heck              | Main role; 215 episodes Winner – Critics' Choice Television Award for Best Supporting Actress in a Comedy Series (2013) Nominated – Critics' Choice Television Award for Best Supporting Actress in a Comedy Series (2011–2012, 2015) Nominated – Young Artist Award for Best Performance in a TV Series (2010) Nominated – Young Artist Award for Outstanding Young Ensemble in a TV Series (2011) |
| 2012–2013 | Pair of Kings               | Billie                | 2 episodes |
| 2014      | Scotch Moses                | Claire                | Tập: "Group Therapy" |
| 2014      | Veronica Mars               | Penny                 | Film |
| 2015–2019 | Star vs. the Forces of Evil | Star Butterfly        | Main voice role; 51 episodes |
| 2016      | Temps                       | Amy                   | Film |
| 2017      | The Outcasts                | Mindy                 | Direct-to-video film |
| 2018      | Robot Chicken               | Karen / Widowed Mouse | Voice role; Tập: "Things Look Bad for the Streepster" |
| 2018      | Step Sisters                | Beth                  | Direct-to-video film |